# رودی اینسانالی
رودی اینسانالی (انگلیسی: Rudy Insanally; ۲۳ ژانویهٔ ۱۹۳۶ – ۲۶ نوامبر ۲۰۲۳) سیاست‌مدار اهل گویان بود. وی از سال ۲۰۰۱ تا سال ۲۰۰۸ وزیر امور خارجه این کشور بود.
رودی اینسانالی در ۲۶ نوامبر ۲۰۲۳، بعد از یک دوره طولانی بیماری در سن ۸۷ سالگی درگذشت.